# Bromelia fosteriana
Espèce
Classification phylogénétique
Bromelia fosteriana est une espèce de plantes à fleurs de la famille des Bromeliaceae. C'est une plante tropicale endémique du Suriname.

## Distribution
L'espèce est endémique du Suriname.

## Description
L'espèce est hémicryptophyte.